# Boňkov
Boňkov (německy Bonkau) je obec v okrese Havlíčkův Brod v Kraji Vysočina, která se nachází 7 km východně od města Humpolec. Žije zde 76 obyvatel.

## Název
Název se vyvíjel od varianty Bonkow (1305, 1379, 1654), Bonkov (1854) až k podobě Boňkov v roce 1886. Místní jméno znamenalo Boňkův (Bonifácův) dvůr.

## Historie
První písemná zmínka o vsi pochází z roku 1305. Boňkův dvůr patřil do roku 1843 k Herálci. Od roku 1866 byl veden pod názvem Boňkov (dřívější byli Bonkow a Bonkov). Dne 15. února 1893 se v Boňkově uskutečnily první samostatné volby a až do roku 1960 byl Boňkov samostatnou obcí, v letech 1960 až 1992 pak součást Herálce. V letech 1910 až 1960 spadala obec pod okres Humpolec. V roce 1992 se stal Boňkov opět samostatnou obcí.

## Obyvatelstvo
| Rok            | 1869 | 1880 | 1890 | 1900 | 1910 | 1921 | 1930 | 1950 | 1961 | 1970 | 1980 | 1991 | 2001 | 2006 | 2014 |
| -------------- | ---- | ---- | ---- | ---- | ---- | ---- | ---- | ---- | ---- | ---- | ---- | ---- | ---- | ---- | ---- |
| Počet obyvatel | 196  | 212  | 196  | 191  | 179  | 198  | 170  | 152  | 130  | 117  | 104  | 68   | 58   | 58   | 61   |

## Památky
- Kaplička z roku 1875
- Kaplička na poli mezi Boňkovem a Skálou

## Místopis
Ve středu Boňkova se nachází malý rybníček a kaplička. Součástí obce je i velká část rekreačního areálu, kemp a koupaliště u rybníka Kachlička. V obci působí sbor dobrovolných hasičů. Místní tradicí je výroba lihu z brambor. Nejvyšším bodem v okolí je vrch Ohrada 595 m n. m.